# Ахмедов, Наджимаддин Халаф оглы
Наджимаддин Халаф оглы Ахмедов — советский хозяйственный, государственный и политический деятель.

## Биография
Родился 23 июня 1923 года в Баку. Член КПСС с 1951 года.
С 1944 года — на хозяйственной, общественной и политической работе. В 1944—1986 гг. — техник, помощник начальника пассажирской службы,
начальник отдела кадров дистанции пути, помощник начальника политотдела Бакинского отделения, секретарь объединённого парткома Бакинского
узла Закавказской железной дороги, слушатель Высшей партийной школы, ответорганизатор, руководитель группы, заведующий сектором, заместитель заведующего отделом ЦК КП Азербайджана, начальник Управления по иностранному туризму при Совете Министров Азербайджанской ССР, первый секретарь Наримановского РК КП Азербайджана, председатель Бакинского горисполкома.
Избирался депутатом Верховного Совета Азербайджанской ССР 7-11-го созывов.
Умер 7 сентября 1995 года в Азербайджане.